# Сан-Пабло-де-лос-Монтес
Сан-Пабло-де-лос-Монтес (ісп. San Pablo de los Montes) — муніципалітет в Іспанії, у складі автономної спільноти Кастилія-Ла-Манча, у провінції Толедо. Населення — 2184 особи (2010).
Муніципалітет розташований на відстані близько 110 км на південний захід від Мадрида, 43 км на південний захід від Толедо.

## Демографія
Динаміка населення (INE ):

## Галерея зображень

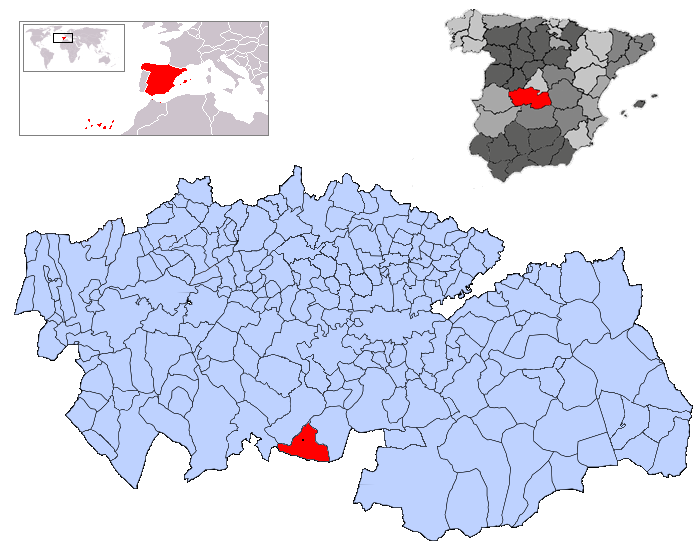
Розташування муніципалітету у провінції Толедо
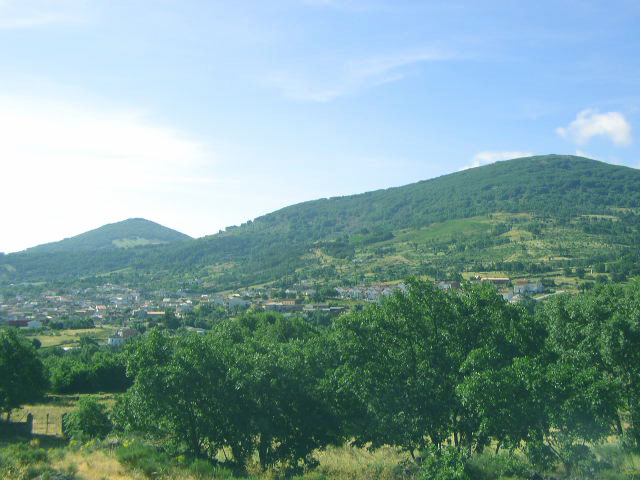
Сан-Пабло-де-лос-Монтес